# ペンギン・ブックス
ペンギン・ブックス（英語: Penguin Books）は、ロンドンに本拠を置くイギリスの出版社で、ペンギン・グループに属し、2013年からはペンギン・ランダムハウスの一部になっている。

## 歴史
1935年、サー・アレン・レーン（Sir Allen Lane）と兄弟のリチャードとジョンが共同で出版社ザ・ボッドリーヘッド（The Bodley Head）の系列として出版社を設立し、翌年には独立した会社になった。ペンギンは、1930年代に安価な6ペンスで文庫をウルワース（Woolworths Group）などの大衆店で販売して、出版界に革命を起こし、「ペンギン・クラシックス」などの高品質文庫小説とノンフィクションで大衆市場を開発した。ペンギンの成功は、真面目な本に対する大勢の読者が存在したことを実証した。ペンギンはまた、英国の文化、政治、芸術、科学に関する書籍を通じて、英国における公開討論にも大きな影響を与えた。
ペンギン・ブックスは現在、2013年にアメリカの出版社ランダムハウスとの合併により設立されたペンギン・ランダムハウス出版社の出版物として、世界に知られている。以前、ペンギン・グループは「フィナンシャルタイムズ」紙も所有していたグローバルメディア企業の英国ピアソン社の完全子会社であったが、この新しい親会社に対しては25％の株式を保有するのみで、残りの過半数の株式はランダムハウスの所有者でドイツのメディア企業ベルテルスマンが保有している。
ペンギンは英語書籍の出版社としては最大で、ホルツブリンク/マクミラン、アシェット、ハーパーコリンズ、サイモン&シュスターとともに、以前は「六大出版社」、現在は「五大出版社」（Big Five）のひとつとして知られている。

## 参照項目
- ペンギン・グループ
- ランダムハウス
- ベルテルスマン